# Teleosaure
El teleosaure (Teleosaurus) és un gènere extint de sauròpsids (rèptils) talatosucs, és a dir parents llunyans dels cocodrils actuals adaptats a la vida oceànica. Van perdre la pesada cuirassa òssia, i la seva pell es va tornar molt més llisa i relliscosa. Les potes eren palmeades, semblants a aletes. La cua es va fer més fina i llarga, també més semblant a una aleta. Però havien de pujar a la superfície per respirar aire, com les balenes actuals. Eren tan feroços com els seus parents d'aigua dolça, i alguns podien menjar molts tipus d'animals.

## Extinció
El grup sencer de cocodrils marins va viure fins a poc temps després de la fi del període Juràssic. Durant el Cretaci van ser reemplaçats pels pliosaures i els mosasaures. Igualment, molts tipus de peixos que servien d'aliment a molts cocodrils marins van ser reemplaçats per altres tipus de peixos. Els cocodrils marins es van extingir molt abans que l'últim dels dinosaures.